# 田代三良
田代 三良（たしろ さぶろう、1918年9月27日 - 1999年4月21日）は、日本の教員・教育評論家。

## 人物・来歴
福島県平市（現：いわき市）または栃木県・喜連川町生まれ。旧制水戸中学校、旧制第一高等学校、東京帝国大学文学部国文科(松尾芭蕉を研究)を卒業。学徒出陣し、インパール作戦に従軍した。
1941年(23歳)12月8日の開戦により12月31日付で繰り上げ卒業となり、1942年2月1日仙台第33師団輜重連隊(補充隊)自動車中隊に配属。軍隊内の非合理性に反抗的な態度であったためか幹部候補試験に不合格となり、本部指揮班・功績係助手となる。
上官に南方派遣を直訴し、11月補充交代要員として12月13日ジャワ派遣第4816部隊として出発。広島県宇品港から高雄、サイゴン、シンガポールを経由して1943年1月16日にジャワ島北部スラバヤ、さらに第33師団が派遣されていたラングーンに到着。
一兵卒として1944年3月からのインパール作戦などに従軍するが幸運にも生き延び、1945年10月15日にイギリス軍の捕虜となる。捕虜生活では魚釣りなどして食糧確保をしたりイギリス軍の手伝いをして過ごし、1947年(29歳)に復員した。
戦後は東京都立北園高等学校(1950‐1959)、東京都立戸山高等学校(1959‐1979)の国語科教諭となる。新教育文化研究所所長、東京総合教育センター。

## 著書
- 『高校生』（岩波書店、岩波新書） 1970
- 『高校の生活 親にのぞむこと』（大月書店、国民文庫） 1976
- 『高校生になったら 学力・体力・生活力』（岩波書店、岩波ジュニア新書） 1979.11
- 『高校教師』（新日本出版社、新日本新書） 1981.10
- 『インパール作戦敗軍行 インテリゲンチャ一兵卒の従軍記』（秋谷徹雄編、本の泉社） 2000.7

### 共編著
- 『現代の高校生 親と子の対話のために』（戸石泰一共著、新日本出版社、新日本新書） 1972
- 『講座現代の高校教育』全6巻（木下春雄, 竹内常一共編、草土文化） 1979
- 『高校生と学校・家庭』（戸石泰一共著、新日本出版社、新日本新書） 1979.3